# Alcatel One Touch 980
El Alcatel One Touch 980 o Alcatel OT-980 es un teléfono inteligente fabricado y distribuido por Alcatel Mobile Phones. El teléfono fue anunciado el 15 de febrero de 2010 en el Mobile World Congress. Se puso a la venta de agosto a diciembre en Europa. En el Reino Unido sale a un precio de 99,95 libras
El Alcatel One Touch 980 fue el primer Alcatel en ejecutar el sistema operativo Android, corriendo la versión 2.1 Éclair. El teléfono ha sido conocido por tener un gran parecido con el Palm Pre.

## Recepción
El Alcatel One Touch 980 ha sido recibido con críticas mixtas.
- CNET UK le dio una puntuación de 2,5/5. Ellos elogiaron el teléfono por su precio asequible, teclado QWERTY y su rendimiento decente, pero criticaron la sensibilidad de la pantalla y la interfaz de usuario obsoleta[5]
- Una crítica parecida le otorga Xataka móvil[6]
- TechRadar dio el teléfono una opinión ligeramente más positiva que le da 3 de 5 estrellas pero criticado la cámara decepcionante y el peso del teléfono debido al teclado QWERTY.[7]
- Mobiles-actus saluda sus puntos fuertes (precio y sistema operativo) a la vez ue critica los defectos de la pantalla.[8]

## Características
- Sistema operativo Android 2.1 Éclair. Hay actualizaciones no oficiales a Froyo y Gingerbread
- GSM cuatribanda 850/900/1800/1900 MHz
- Datos: HSDPA 900/2100
- Lanzamiento: 15 de febrero de 2010 (15 años, 1 mes y 10 días)
- Batería: de Li-ion 3,7 voltios y 1150 mAh
  - Tiempo de espera: hasta 245 h
  - Tiempo de conversación: hasta 10 horas
  - Tiempo de reproducción de audio: hasta 35 horas
- Pantalla táctil:  resistiva TFT LCD de 240 x 320 pixels (2.8 pulgadas) y  18 bits (262144 colores)
- Tamaño: 108 mm (4,25 pulgadas)  largo x 60,4 mm (2,38 pulgadas) ancho x 15,9 mm (0,63 pulgadas) alto
- Peso: 152 g (5,36 onzas)
- Carcasa: en color Rojo Cereza, Gris Acero de diseño Slider muestra un teclado QWERTY/AZERTY al desplegarse. En el frontal tiene cinco botones (descolgar, menú, home, back y colgar), En el lateral derecho, puerto miniUSB, teclas de control de volumen y minijack de 3,5 mm para el manos libres. En la trasera se encuentra la cámara y retirando la cubierta el alojamiento de la batería, la tarjeta SIM y la tarjeta microSD
- Conectividad: Minijack 3,5 mm, miniUSB 2.0, Wi-Fi 802.11 b/g, Bluetooth 2.0 + A2DP, GPRS clase 12 (4+1/3+2/2+3/1+4 slots), 32 - 48 kbps, EDGE clase 12, HSDPA a 7.2 Mbps; HSUPA a 5.76 Mbps
- Antena: todas internas.
- Tarjeta SIM: Mini-SIM interna
- Memoria: 194 MB
- Soporte: ranura microSD de hasta 32 GB
- Mensajes: SMS, MMS, eMail
- Timbres: polifónicos y MP3.
- Multimedia: reproductor MP3/AAC, Reproductor de vídeo MP4/H.263/H.264
- Cámara de 2 Megapixels 1600x1200 píxeles, video